# Mortier de tranșee de 58 mm, model 1915
 Mortierul de tranșee de 58 mm, model 1915 (clasificarea franceză  Mortier de 58 mm T N°2) a fost un mortier francez.:p. 52
Mortierul s-a aflat în înzestrarea regimentelor de artilerie de câmp din Armata României, începând cu campania din anul 1917 din timpul Primului Război Mondial, când au fost primite din Franța un număr de 104 bucăți.:p. 42:p. 52

## Principii constructive
Mortierul era destinat în principal pentru distrugerea fortificațiilor pasagere și a forței vii adăpostite a inamicului pe câmpul de luptă. Țeava era lisă și scurtă, fiind construită din oțel forjat. Ca muniție folosea bombăbombe cu ampenaj de diferite greutăți. Obuzierul era montat pe un afet fix din lemn, pentru transport folosindu-se o platformă tractată. :p. 52 